# Paul Guth

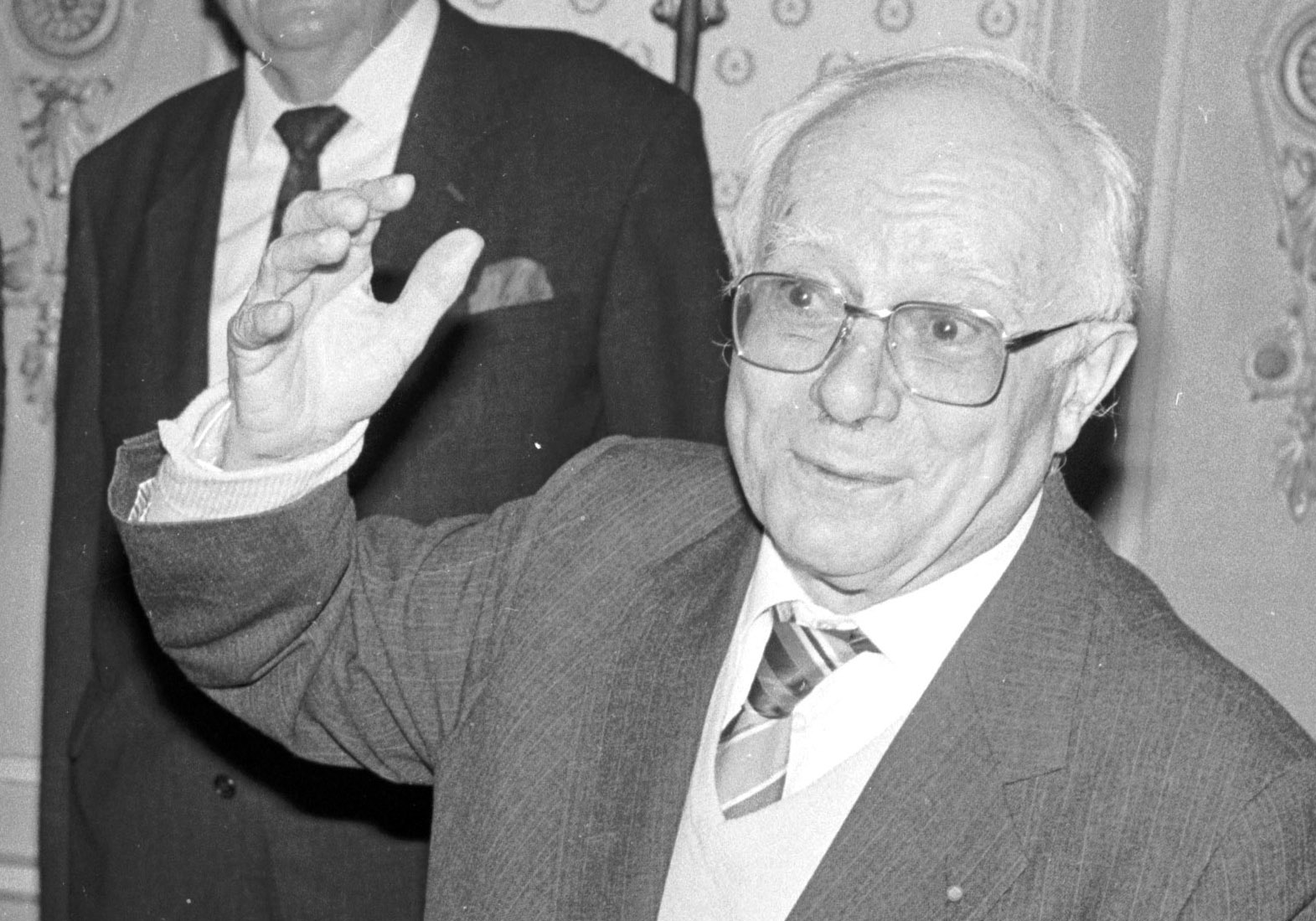
Paul Guth

Paul Guth (* 5. März 1910 in Ossun, Hautes-Pyrénées, Frankreich; † 29. Oktober 1997 in Ville-d’Avray, Frankreich) war ein französischer Schriftsteller. Er ist bekannt für seine historischen Romane und seine Biographie Jules Mazarins. 1956 erhielt er für seinen Le Naïf locataire den Grand Prix du Roman.

## Werke

### Romane
- 1948: Les sept trompettes
- 1952: Le pouvoir de Germaine Calban
- 1953: Mémoires d'un naïf
- 1954: Le Naïf sous les drapeaux
- 1955: Le Naïf aux quarante enfants
- 1956: Le Naïf locataire
- 1957: Le Mariage du naïf
- 1958: Le Naïf amoureux
- 1959: Saint Naïf
- 1960: Jeanne la mince
- 1961: Jeanne la mince à Paris
- 1962: Jeanne la mince et l'amour
- 1963: Jeanne la mince et la jalousie
- 1975: Le chat Beauté (Flammarion)
- 1985: La Tigresse
- 1990: Le retour de Barbe Bleue (Mercure de France)

## Essays und Biographien
- 1946: Autour des dames du bois de Boulogne, Drehbuch (Julliard)
- 1947: Quarante contre un (erster Band) chez Corréa (drei Bände).
- 1951: Quarante contre un (zweiter Band) (Denoël)
- 1951: Michel Simon (Calmann-Lévy).
- 1951: Philippe Noyer (Orféa)
- 1952: Quarante contre un (dritter Band) (Denoël)
- 1954: L’Académie imaginaire, (Photographien von Jean-Marie Marcel, Éditions d’Histoire et d'Art)
- 1959: Le savoir-vivre actuel (Dictionnaire), zusammen mit Michelle Maurois. (Gallimard)
- 1960: Saint Louis, roi de France (Bloud et Gay)
- 1962: Paris naïf (Photographien von Georges Glasberg) (Grasset)
- 1963: La chance (Collection Notes et Maximes) (Hachette)
- 1967: Histoire de la littérature française (Fayard)
- 1968: Lettre ouverte aux idoles (Albin Michel)
- 1970: Le Naïf dans la vie
- 1972: Mazarin (Flammarion)
- 1977: Notre drôle d'époque comme si vous y étiez (Flammarion)
- 1979: Moi, Joséphine, impératrice (Albin Michel)
- 1980: Lettre ouverte aux futurs illettrés
- 1982: L’aube de la France, t. I et II, 1968-1970 (Plon)
- 1982: Le ce que je crois du naïf (Grasset)
- 1985: Une enfance pour la vie
- 1987: Si j'étais le Bon Dieu (Plon)
- 1987: Discours de Déception à l'Académie française (Plon)
- 1988: Oui, le bonheur. (Flammarion)
- 1991: Moi, Ninon de Lenclos, courtisane (Albin Michel)
- 1993: Petite vie de Saint Louis
- 1994: Qu'en pensez-vous ?